# Joan Birman
Joan Sylvia Lyttle Birman (nacida el 30 de mayo de 1927 en Nueva York) es una matemática estadounidense, especializada en la teoría de trenzas y en la teoría de nudos. Su libro Braids, Links, and Mapping Class Groups se ha convertido en un estándar de introducción. Birman es actualmente Profesora Emérita de Investigación en el Barnard College, Universidad de Columbia, donde ha estado desde 1973.

## Familia
Sus padres, George y Lillian Lyttle, eran judíos. Su padre nació en Rusia pero creció en Liverpool, Inglaterra. Su madre nació en nueva York, era hija de inmigrantes rusos-polacos.
Tiene tres hijos. Su marido, Joseph Birman, era físico y un líder en la defensa de los derechos humanos para los científicos.

## Educación
Birman se licenció en matemáticas por Barnard College (1948) y obtuvo un máster de la Universidad de Columbia (1950). Recibió su Ph.D. en 1968 en el Instituto Courant de Ciencias Matemáticas (Universidad de Nueva York) bajo la supervisión de Wilhelm Magnus. Su tesis se tituló Braid groups and their relationship to mapping class groups.

## Carrera
Birman inició en el Instituto Tecnológico de Stevens (1968-1973). Fue profesora visitante en la Universidad de Princeton durante parte de ese período. En 1973, se unió a la facultad en el Barnard College. Fue profesora visitante en el Institute for Advanced Study en el verano de 1988. También ganó la Sloan Foundation Fellow (1974-1976) y la Beca Guggenheim (1994-1995). En 1996 ganó el Premio Chauvenet.
En 2012 se convirtió en miembro de la American Mathematical Society. Entre sus estudiantes de doctorado está Józef Przytycki.

## Publicaciones seleccionadas
- «Automorphisms of the fundamental group of a closed, orientable 2-manifold». Proc. Amer. Math. Soc. 21: 351-354. 1969.
- «Abelian quotients of the mapping class of a 2-manifold». Bull. Amer. Math. Soc. 76: 147-150. 1970.
- Princeton U. Press, ed. (1975). Braids, links and mapping class groups. ISBN 0691081492.[8]
- Con Taizo Kanenobu: «Jones' braid-plat formula and a new surgery triple». Proc. Amer. Math. Soc. 102: 687-695. 1988.
- Con Hans Wenzl: «Braids, link polynomials and a new algebra». Trans. Amer. Math. Soc. 313: 249-273. 1989.
- «Recent developments in braid and link theory». Mathematical Intelligencer 13: 52-60. 1991. doi:10.1007/bf03024073.